# Kenneth Pomeranz
Kenneth Pomeranz (4 novembre 1958) è uno storico statunitense, esperto di Cina e in particolare del suo sistema economico, docente all'Università della California a Irvine; nel 2019 ha vinto il prestigioso premio Dan David Prize per il suo contributo negli studi di macrostoria..

## Biografia
Professore presso il Dipartimento di Storia dell'Università di Chicago dopo aver lavorato per più i vent'anni presso l'Università della California, Irvine. Si è laureato nel 1980 alla Cornell University in 1980 e ha conseguito il dottorato di ricerca presso l'Università di Yale nel 1988. La sua ricerca si concentra principalmente sulla Cina e sul suo sistema economico. All'inizio degli anni 2000, ha proposto un nuovo approccio alla storia globale in cui ha cercato di spiegare il divario di sviluppo tra l'Europa e il mondo asiatico nel XIX secolo con ragioni esogene. Queste tesi hanno ripreso e modificato i termini di un dibattito appassionato che ha agitato la comunità degli storici per tutti gli anni 2000.
Membro dell'American Academy of Arts & Sciences nel 2006, nel 2013–2014 è stato presidente dell'American Historical Association. Pomeranz è stato descritto come una figura importante nella scuola californiana di storia economica.

### La ricerca
In Una grande divergenza, Pomeranz stabilisce per la prima volta la quasi-equivalenza, nel XVIII secolo, tra i livelli di sviluppo economico e sociale dell'Inghilterra, la culla della crescita industriale europea, e di una regione cinese, la bassa valle dello Yangtze. La ricerca si basa su un confronto tra gli standard di vita, in particolare sulla base dei dati relativi al consumo. Un capitolo è dedicato anche a mostrare che l'economia cinese non era meno liberale e che corrispondeva più dell'Europa al modello di Adam Smith. Spiega poi le successive divergenze economiche con la capacità dell'Inghilterra di sfruttare il carbone del suo sottosuolo e i campi di cotone delle sue colonie. Il suo approccio attribuisce quindi grande importanza ai fattori ecologici e geografici nello spiegare lo sviluppo economico.
Pomeranz è anche coinvolto nella redazione di diverse riviste, tra cui The Journal of Economic History.

## Opere
- The Making of a Hinterland: State, Society and Economy in Inland North China, 1853-1937. University of California Press, 1993
- The World that Trade Created: Society, Culture and the World Economy, 1400 to the Present. M. E. Sharpe, 1999 (con Steven Topik)
- Une grande divergence - La Chine, l'Europe et la construction de l'économie mondiale , Paris, Éditions Albin Michel, coll. «Bibliothèque de l'évolution de l'humanité», 2010  Premio John K. Fairbank 2001. Vincitore ex aequo, World History Association, Miglior libro del 2000. ISBN 978-2226187246

## Premi e riconoscimenti
- 1994 - Premio John K. Fairbank per il miglior libro sulla storia dell'Asia orientale.[8]
- 1997 - John Simon Guggenheim Memorial Foundation Fellowship.[9]
- 2001 - World History Association Book Prize[10]
- 2001 -  John K. Fairbank Prize per il miglio libro sulla storia dell'Asia orientale.[11]
- 2011 - Fellow at the Institute for Advanced Study in Princeton, New Jersey[12]
- 2017 - Eletto Corresponding Fellow della British Academy (FBA), l'accademia nazionale del Regno Unito per le scienze umane e sociali.[13]
- 2019 - Premio Dan David.[14]
- 2021 - Premio Toynbee.[15]